# Reservas de petróleo en México
En México hay 6,464.17 millones de barriles de reservas de petróleo (2009) por el  el Sistema de Información de Hidrocarburos de 
la Comisión Nacional de Hidrocarburos . México fue el sexto mayor productor de petróleo en el mundo en 2006, con una producción de 3,71 millones de barriles por día ( 590 × 103 m³/d)), de los cuales 3,25 millones de barriles por día ( 517 × 103 m³/d) fueron de petróleo crudo. En un comunicado en octubre del 2012, Pemex informó que, se habían encontrado dos nuevos yacimientos de petróleo en el golfo de México, específicamente en Tamaulipas, dichas reservas aseguran estabilidad económica y en hidrocarburos por al menos 30 años más.

## Producción

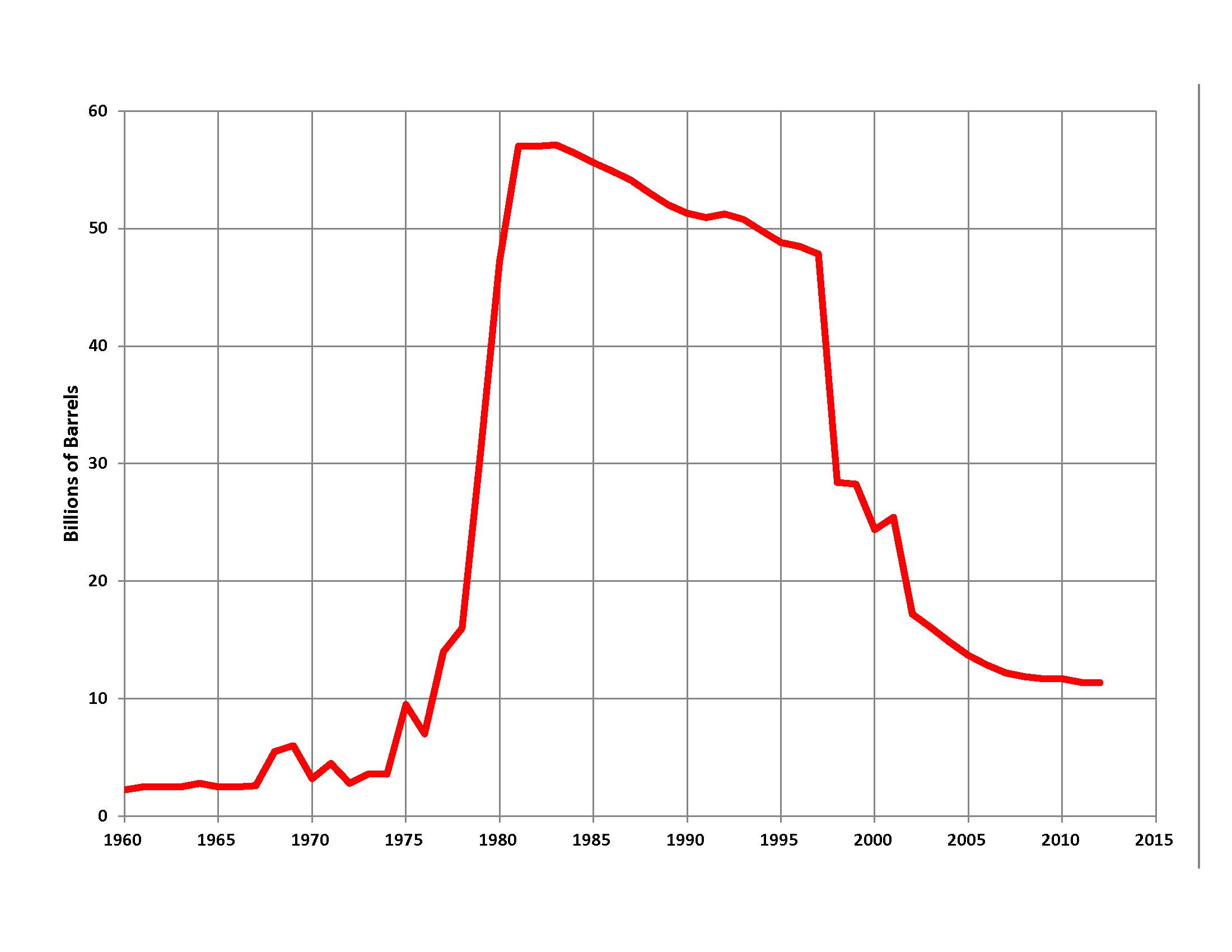
Reservas de probadas en millones de barriles.

La producción de petróleo mexicano ha comenzado a descender rápidamente desde el año 2004. La Energy Information Administration ha calculado que la producción mexicana de productos derivados del petróleo disminuirá a 3,52 millones de barriles por día ( 560 × 103 m³/d) en 2007 a 3,32 millones de barriles por día ( 528 × 103 m³/d) en el 2008. La producción de petróleo crudo de México cayó en 2007, y se situó por debajo de 3,0 millones de barriles por día ( 480 × 103 m³/d) para el inicio de 2008. A mediados de 2008, Pemex dijo que tratar de mantener la producción de petróleo crudo por encima de 2,8 millones de barriles por día ( 450 × 103 m³/d) para el resto del año. Las autoridades mexicanas esperan que continúe la disminución en el futuro, pero son pesimistas en que podría llegar de nuevo a los niveles anteriores, incluso con la inversión extranjera.

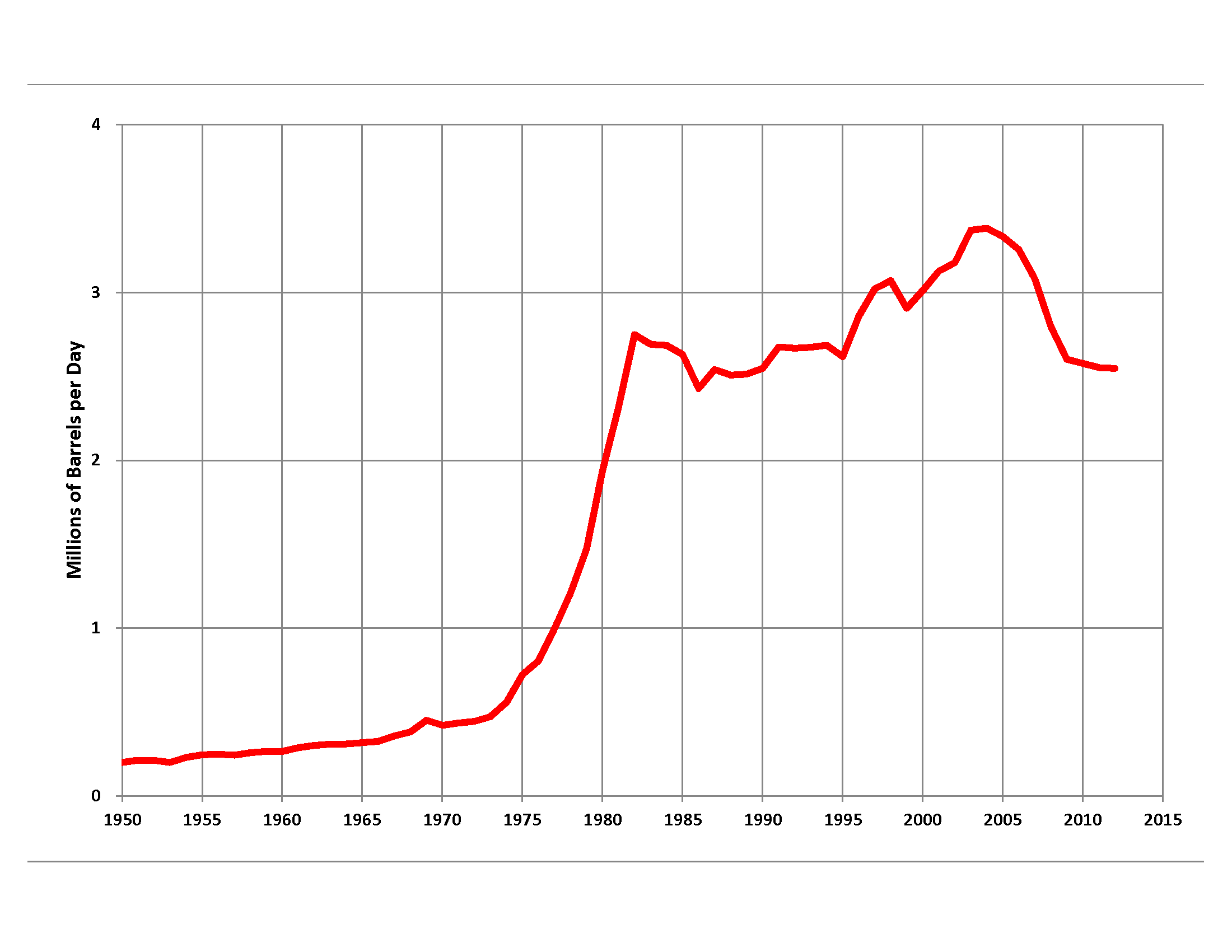
La producción petrolífica alcanzó su máximo en 2004 y ahora está en declive.

En México, la producción de petróleo es un monopolio estatal. La constitución Mexicana otorga a la compañía petrolera estatal, Pemex, los derechos exclusivos sobre la producción de petróleo y extracción, y es para el gobierno mexicano una fuente importante de ingresos. Como resultado de ello, Pemex no tiene suficiente capital para desarrollar nuevos sus propios recursos. Para hacer frente a algunos de estos problemas, en septiembre de 2007, el Congreso Mexicano aprobó las reformas que incluye una reducción en los impuestos sobre Pemex.
La mayor parte del decline en la producción de México viene de un descenso del enorme campo petrolero en el Golfo de México. De 1979 a 2007, México produjo la mayor parte del petróleo del campo Cantarell, que solía ser el segundo campo petrolero más grande del mundo en producción. Debido a la caída de la producción, en 1997 Pemex inició un proyecto masivo de inyección de nitrógeno para mantener el flujo de petróleo, que en la actualidad consume la mitad del nitrógeno que se produce en el mundo. Como resultado de la inyección de nitrógeno, la producción en Cantarell, pasó de 1,1 millones de barriles por día ( 170 × 103 m³/d) en 1996 a un máximo de 2,1 millones de barriles por día ( 330 × 103 m³/d) en 2004. Sin embargo, durante 2006 la producción de Cantarell cayó un 25% de 2,0 millones de barriles por día ( 320 × 103 m³/d) en enero a 1,5 millones de barriles por día ( 240 × 103 m³/d) en diciembre, con la continua disminución a través de 2007. A mediados de 2008, Pemex anunció que tratara de terminar el año con una producción en Cantarell de al menos 1,0 millones de barriles por día ( 160 × 103 m³/d). Sin embargo, en enero de 2008, Pemex dijo que la tasa de producción de petróleo en Cantarell se había reducido a 811.000 barriles por día (129.000 m³/d) en diciembre de 2008, una disminución del 36 por ciento un año antes. Ello se tradujo en una disminución total de la producción mexicana de petróleo en un 9,2 por ciento de 3,1 millones de barriles por día ( 490 × 103 m³/d) en 2007 a 2,8 millones de barriles por día ( 450 × 103 m³/d) en 2008, la tasa más baja de producción de petróleo desde 1995.
En cuanto a sus otros campos, el 40% de las reservas que quedan en México se encuentran en el campo Chicontepec, que fue encontrado en 1926. El campo ha quedado subdesarrollado debido a que el petróleo está atrapado en roca impermeable, que requiere tecnología avanzada y un gran número de pozos de petróleo para extraerlo. El resto de los campos en México son más pequeños, más caros de desarrollar, y contienen Petróleo crudo pesado.
En 2002, PEMEX comenzó a desarrollar un campo petrolero denominado Ku-Maloob-Zaap, ubicado a 105 kilómetros de Ciudad del Carmen. Se estima que en 2011 el campo producirá cerca de 800 mil barriles por día ( 130 × 103 m³/d). Sin embargo, este nivel de producción se logrará mediante un sistema de inyección de nitrógeno similar al de Cantarell. Ese mismo año, Pemex redujo su estimación de reservas en un 53%, pasando de 26.8 a 12.6 millones de barriles ( 4.26 × 109 a  2.00 × 109 m³). Más tarde, la estimación se incrementó a 15,7 millones de barriles ( 2.50 × 109 m³).
En junio de 2007, el expresidente de la Reserva Federal de los Estados Unidos Alan Greenspan, advirtió que la disminución en la producción de petróleo en México podría causar una importante crisis fiscal, y que México necesita aumentar la inversión en el sector de la energía para evitarlo.
En febrero de 2009, De Goyler & McNaughton, Netherland & Sewell y Ryder Scott certificaron que el Complejo Chicontepec contiene reservas comparables a la mitad de las reservas en Arabia Saudita, lo que pondría a México en el tercer lugar de los países con más reservas de petróleo después de Arabia Saudita y Canadá. Sin embargo, México carece de la tecnología para explotar esas reservas.

## Reforma energética
De acuerdo a un estudio realizado por Confederación de Cámaras Industriales de los Estados Unidos Mexicanos (CONCAMIN Archivado el 7 de mayo de 2013 en Wayback Machine.), la reforma energética que será enviada al Poder Legislativo para su análisis y enriquecimiento, constituye una oportunidad para impulsar la reactivación del sector petroquímico. La soberanía petroquímica y la rearticulación competitiva de cadenas productivas que dependen de la importación de petroquímicos a precios cada vez mayores son dos razones poderosas para hacer de la reforma energética una oportunidad para analizar y decidir con visión integral y de largo plazo, el rumbo para el sector de hidrocarburos.
México tiene una importante riqueza en hidrocarburos, uno de los recursos naturales no renovables más cotizados y con mayor demanda en el mercado mundial; y cuenta con una larga tradición industrial, capacidad y experiencia para refinar petróleo, así como recursos humanos, materiales y tecnológicos para avanzar hacia la soberanía petroquímica. Sin embargo, en la actualidad es dependientes de la importación de petroquímicos.
Las divisas que destina a la compra en el exterior de aquellos insumos que no se producen en el territorio nacional superan en escala cada vez mayor las exportaciones de productos petroquímicos. Exporta la materia prima estratégica e importa buena parte de sus derivados. La industria petroquímica presenta el perfil de un sector rezagado y representa un desafío y una oportunidad para el desarrollo del país.
Por la naturaleza de su actividad y procesos, este sector no admite visiones de corto plazo ni proyectos que aspiren a resultados inmediatos. Pero también constituye una valiosa oportunidad para el desarrollo, pues su reactivación, al igual que el aprovechamiento de los recursos humanos y materiales disponibles, permitirán sentar las bases para reducir la dependencia de las importaciones; ahorrar divisas; acotar el déficit comercial petroquímico y articular de nueva cuenta cadenas productivas cruciales para nuestra economía, la competitividad y el avance tecnológico del país.
En 1995 México exportó petroquímicos por 566 millones de dólares, 17 años más tarde, en 2012, apenas superaron los mil millones de dólares, en tanto las importaciones pasaron de 1,343 millones de dólares a 8,576 millones de dólares hasta noviembre de 2012 y un año antes, en 2011 superaron los 10 mil millones de dólares.
En consecuencia, el déficit comercial pasó de 777 millones a más de 7,500 millones de dólares hasta el undécimo mes de 2012. La creciente brecha comercial expresa en su dimensión exacta la magnitud del desafío y la importancia de reconfigurar cuanto antes nuestra capacidad para la refinación de hidrocarburos, asumiendo que para lograrlo es imprescindible acelerar los trabajos de reflexión, negociación, debate y definición de los alcances de las reformas hacendaria y energética.
De ellas depende la diversificación de los ingresos tributarios, la despetrolización de las finanzas públicas, el fortalecimiento de la hacienda gubernamental y de la estabilidad macroeconómica, al igual que el margen de maniobra disponible para Pemex y el monto de recursos disponibles para canalizar al sector petroquímico.

### Objetivos de la Reforma
Los objetivos son preservar la seguridad energética, asegurar el abasto de energéticos a precios accesibles a empresas y familias, agrega la necesidad de hacer de Pemex una empresa pública productiva, competitiva, que multiplique la exploración y producción de hidrocarburos y sea promotora de las cadenas productivas de proveedores nacionales, reducir los niveles de exportación, cumplir con reglas de preservación de reservas y darle autonomía presupuestal además de obligar a la empresa a pagar los impuestos como cualquier otra empresa y un dividendo a la nación.
Brindarle autonomía operativa eliminando el régimen de filiales y hacerla una empresa integrada disminuyendo el exceso de supervisión y regulación por parte de la Secretaría de Energía y las comisiones, también se propone crear un organismo financiero para manejar los excedentes del petróleo.

## Reservas
Reservas de hidrocarburos totales y probadas por año.
| Año  | Reservas    | Reservas    | Reservas    |
| Año  | Reservas 3p | Reservas 2p | Reservas 1p |
| ---- | ----------- | ----------- | ----------- |
| 2004 | 34388.93    | 25933.76    | 14119.62    |
| 2005 | 33312.25    | 24503.37    | 12882.18    |
| 2006 | 33092.95    | 23457.95    | 11813.85    |
| 2007 | 31908.76    | 22081.44    | 11047.57    |
| 2008 | 31211.65    | 21320.58    | 10501.23    |
| 2009 | 30929.84    | 20780.03    | 10404.2     |
| 2010 | 30497.29    | 20440.12    | 10419.6     |
| 2011 | 30559.78    | 20897.43    | 10161       |
| 2012 | 30611.7     | 18573.2     | 10025       |
| 2013 | 30816.54    | 18530.08    | 10073.19    |
| 2014 | 29327.76    | 17612.4     | 9812.09     |
| 2015 | 25825.13    | 16475.47    | 9710.97     |
| 2016 | 19454.66    | 13272.66    | 7640.71     |
| 2017 | 19970.24    | 12849.56    | 7037        |
| 2018 | 19419.8     | 12280.69    | 6464.17     |

Reservas 1p = reservas probadas (MMB) . Con probabilidad de al menos 90 por ciento de que el volumen a recuperar sea igual o mayor al calcula
Reservas 2p = reservas probadas más reservas probables  (MMB) . Con probabilidad de al menos 50 por ciento de que el volumen a recuperar sea igual o mayor a la estimación de 2p.
Reservas 3p = reservas probadas más las reservas probables más las reservas posibles  (MMB). Con probabilidad de al menos 10 por ciento de que el volumen a recuperar sea igual o mayor a la estimación de 3p.

A continuación se muestra una gráfica que muestra la cantidad de reservas p1 por año .